# Circuit Gruet du Jura
Ne doit pas être confondu avec Circuit du Jura.
Le Circuit Gruet du Jura est une course cycliste française à étape, organisée par le journal L'Équipe et disputée de 1964 à 1970 à Dole dans le Jura.

## Palmarès
| Année | Vainqueur      | Deuxième        | Troisième      |
| ----- | -------------- | --------------- | -------------- |
| 1964  | Noël Chavy     | Gilbert Fatton  | Michel Frechin |
| 1965  | René Pingeon   | Robert Hagmann  | Jacques Kotwas |
| 1966  | Louis Nicolas  | Henri Guimbard  | Jean Grosjean  |
| 1967  | Henri Guimbard | René Grelin     | Gérard Willer  |
| 1968  | Henri Guimbard | Agustín Tamames | Joël Millard   |
| 1969  | Charles Rigon  | Paul Gutty      | André Foucher  |
| 1970  | Patrick Béon   | Alain Meslet    | Louis Coquelin |